# Bój o Radoszyce
Bój o Radoszyce – zwycięska potyczka partyzancka stoczona w dniach 2-3 września 1944 przez oddziały Armii Krajowej w czasie akcji Burza przeciw wojskom niemieckim wspieranym przez Kałmucki Korpus Kawalerii.

## Przebieg walk
Do pierwszych walk pod Radoszycami i Grodziskiem doszło 2 września 1944. W czasie wymiany ognia między partyzantami z Armii Krajowej a niemieckim oddziałem pacyfikacyjnym, ten ostatni doznał porażki. Oddziałem z 3 Pułku Piechoty Legionów AK w czasie walk dowodził ówczesny kpt. Antoni Heda ps. Szary. 
W dniu następnym w ramach odwetu za porażkę Niemcy postanowili spacyfikować Radoszyce. Przybyły do miasta oddział pacyfikacyjny wspierany przez Kałmucki Korpus Kawalerii rozpoczął podpalanie miasta. Oddział niemiecko-kałmucki w sile 700 żołnierzy do dyspozycji miał też samochody pancerne. 
Aby przeciwdziałać niemieckiej pacyfikacji dowództwo AK wysłało do walki 2 batalion  dowodzony przez kpt. Tadeusza Pytlakowskiego ps. Tarnina. Po zaciętych walkach oddział pacyfikacyjny po poniesieniu znacznych strat wycofał się z miasta. Interwencja partyzantów nie zapobiegła podpaleniu miasta, ale uchroniła ludność przed śmiercią z rąk niemieckich najeźdźców. W czasie walk poległ jeden partyzant a kilku zostało rannych.